# مارتین لیشتنشتاین
مارتین لیشتنشتاین (انگلیسی: Martin Lichtenstein؛ ۱۰ ژانویهٔ ۱۷۸۰ – ۲ سپتامبر ۱۸۵۷) یک زیست شناس اهل آلمان بود.